# 多齒明蛇鰻
多齒明蛇鰻，為輻鰭魚綱鰻鱺目糯鰻亞目蛇鰻科的其中一種，分布於東大西洋區的塞內加爾海域，棲息深度可達50公尺，體長可達15.3公分，棲息於沙泥底質海域，屬肉食性，生活習性不明。

## 擴展閱讀
維基物種上的相關：多齒明蛇鰻